# Tarim (fiume)
Il Tarim (塔里木河S, Tǎlǐmù HéP, T’a-li-mu HoW) è il principale fiume della regione autonoma uigura dello Xinjiang, nell'estremità nord-occidentale della Cina. È situato immediatamente a nord dell'altopiano del Tibet. 

## Descrizione
Il fiume dà il nome al grande bacino compreso tra due grandi sistemi montuosi dell'Asia centrale, il Tien Shan e il Kunlun. Scorre per gran parte della sua lunghezza attraverso il deserto del Takla Makan. 
Il termine tarim viene utilizzato per indicare le sponde di un fiume che sfocia in un lago o che è indistinguibile dalle sabbie di un deserto. Questo è un aspetto idrografico caratteristico di molti fiumi che attraversano le sabbie del deserto del Takla Makan. Un'altra caratteristica dei fiumi del bacino del Tarim, Tarim stesso incluso, è la loro migrazione attiva - cioè lo spostamento dei letti e delle sponde.
Il Tarim si forma, nell'estremità occidentale del paese, dalla confluenza dei fiumi Kaxgar (Kashgar) e Yarkand (Yarkant); procedendo verso nord-est da questa confluenza, il fiume viene poi raggiunto circa 370 km più a valle dai fiumi Aksu e Hotan (Khotan). Solamente il fiume Aksu ha acque in ogni periodo dell'anno. Esso è il più importante affluente del Tarim, contribuendo al 70-80 per cento del suo volume di acque. Il fiume prende il nome Tarim solo dopo la confluenza con il fiume Hotan. 
In passato il Tarim raggiungeva il Lop Nur, un vasto lago salato dello Xinjiang orientale. Tuttavia, i bacini artificiali e le opere di irrigazione costruite lungo il suo corso medio alla metà del XX secolo hanno deviato molte delle sue acque. A partire dagli anni '70 la combinazione tra questa perdita di acque e l'intensa evaporazione prodotta dal clima arido della regione ha portato al prosciugamento del corso inferiore del Tarim, e il Lop Nur si è trasformato in un vasto letto lacustre incrostato di sale. Un tempo il Tarim alimentava anche il lago Taitema, situato circa 160 km a sud-ovest del Lop Nur, ma la diga di Daxihaizi, costruita negli anni '70, e il bacino artificiale che si è formato alle sue spalle hanno portato al prosciugamento del fiume a valle e del lago stesso; tuttavia il governo centrale ha avuto un certo successo nel ripristinare il corso del fiume a valle del bacino artificiale.
La lunghezza totale del sistema dei fiumi Yarkand-Tarim antecedente agli anni '70 era di circa 2030 km. Tuttavia, una parte considerevole del corso del Tarim è informe, dal momento che il fiume scorre in un alveo non chiaramente definito e cambia frequentemente i canali, e la lunghezza del fiume è variata molto nel corso degli anni. Il periodo di magra del Tarim va da ottobre ad aprile. Il periodo di piena primaverile ed estivo, dovuto allo scioglimento delle nevi dei lontani monti Tien Shan e Kunlun, ha inizio in maggio e prosegue fino a settembre.
L'area drenata dal sistema Yarkand-Tarim occupa circa 557.000 km², gran parte dei quali costituiti dal bacino del Tarim. Il bacino è una distesa arida formata da sedimenti alluvionali e lacustri ed è circondato da imponenti catene montuose. È la regione più arida dell'Eurasia. La parte predominante è occupata dal deserto del Takla Makan, la cui superficie ricoperta dalle sabbie supera i 320.000 km². Inoltre, nella regione si innalzano anche alcuni massicci di sabbia relativamente piccoli che occupano una superficie di 780–4400 km². Le dune di sabbia costituiscono la caratteristica principale del paesaggio.

## Clima
Le precipitazioni nel deserto del Tarim sono estremamente scarse, e in alcuni anni non piove affatto. Nel deserto del Takla Makan e nel bacino del Lop Nur, nel corso di un intero anno cadono in media circa 12 mm di pioggia. Nelle colline pedemontane e in alcune altre aree del bacino del fiume, le precipitazioni raggiungono i 50–100 mm annui. Le pendici del Tien Shan sono molto più umide, e le precipitazioni qui superano spesso i 500 mm. Le temperature massime nel bacino del Tarim si aggirano sui 40 °C. Il fiume Tarim congela ogni anno da dicembre a marzo.

## Ambiente
La vegetazione nel bacino del Tarim è situata prevalentemente lungo il fiume e le sue diramazioni. Qui, al margine delle sabbie, si trova una vegetazione di tipo quasi arbustivo e alberi stentati, soprattutto assenzio. Una rada foresta di pioppi dalle foglie multiformi cresce nella valle del fiume Tarim. Il sottobosco è costituito da salici, olivelli spinosi, e da folti cespugli di canapa indiana e liquirizia degli Urali.
Nel corso superiore del fiume Tarim vivono dei pesci, e la vita animale lungo quella porzione del fiume e nel deserto circostante è piuttosto varia. La valle e i laghi del Tarim costituiscono un punto di sosta per gli uccelli migratori.
La migrazione di cinesi (han) nell'area e la promozione da parte del governo cinese di progetti di irrigazione su grande scala hanno portato alla diffusione dell'agricoltura irrigua, ma pratiche di agricoltura proprie delle oasi vengono tuttora praticate negli insediamenti uiguri sparsi nella regione. Riso e altri cereali, cotone, seta, frutta e lana sono i principali prodotti dell'agricoltura, e giade di Khotan e tappeti sono altri prodotti importanti. La regione esporta cotone di alta qualità, tessuti di cotone e alcune varietà di frutta, compresi cocomeri e uve.